# Upp, alla verk som Herren gjort
Upp, alla verk som Herren gjort (danska: Op, al den ting, som Gud har gjort) är en lovpsalm om skapelsen av Hans Adolph Brorson år 1734. Texten är utformad som en häpen vandring i naturen och sex av de tio 4-radiga verserna börjar Hvad skal jeg sige? Psalmen översattes år 1848 av Johan Michael Lindblad. I Missionsförbundets version med sex verser är denna upprepning borttagen i den översättning Erik Nyström gjorde.
Melodier dels en av Johann Crüger dels en (F-dur, 4/4) av Albert Methfessel från 1818. Den danska texten sjungs till en tonsättning av tjeckiskt ursprung med bearbetning av Michael Praetorius från 1610 och är samma melodi som används till Ditt verk är stort, men jag är svag.

## Publicerad som
- Nr 424 i Sionstoner 1889 fyra verser under rubriken "Guds lof" i Johan Michael Lindblads version.
- Nr 370 Metodistkyrkans psalmbok 1896 tre verser under rubriken "Lof och tacksägelse" i Johan Michael Lindblads version.
- Nr 9 i Svensk söndagsskolsångbok 1908 sex verser under rubriken "Guds härlighet" i Erik Nyströms version.
- Nr 23 i Svenska Missionsförbundets sångbok 1920 under rubriken "Skapelsen".
- Nr 9 i Förbundstoner 1957 under rubriken "Guds härlighet och trofasthet: Skapelsen och försynen".
- Nr 642 i Den svenska psalmboken 1986, endast på danska, under rubriken "Från Danmark".
- Nr 13 i Lova Herren 1988 i bearbetad form, under rubriken "Guds lov".
- Nr 14 i Lova Herren 2020